# Lile nigrofasciata
Lile nigrofasciata és una espècie de peix pertanyent a la família dels clupeids.

## Hàbitat
És un peix marí, pelàgic-nerític i de clima subtropical.

## Distribució geogràfica
Es troba al Pacífic oriental central: Sonora (Mèxic).

## Observacions
És inofensiu per als humans.